# سيريريون
- ليوبولد سنغور

السِّيرِيرِيُّون (بالسيريرية: سࣹيرࣹيرْ) هم مجموعة عرقية دينية توجد في غرب أفريقيا. يُعدون ثالث أكبر مجموعة عرقية في السنغال، ويشكلون ما نسبته 15 ٪ من السكان السنغاليين. ويتواجدون أيضًا في شمال غامبيا وجنوب موريتانيا.
نشأ السيريريون في وادي نهر السنغال على حدود السنغال وموريتانيا، وانتقلوا جنوبًا في القرنين الحادي عشر والثاني عشر، ثم مرة أخرى في القرنين الخامس عشر والسادس عشر عندما غُزِيَت قُراهم وتعرضوا لضغوط دينية. لقد كان لديهم ثقافة حضرية مستقرة ومعروفين بخبرتهم في الزراعة ورعي الماشية الموسمي.